# Художній музей Дідріхсена

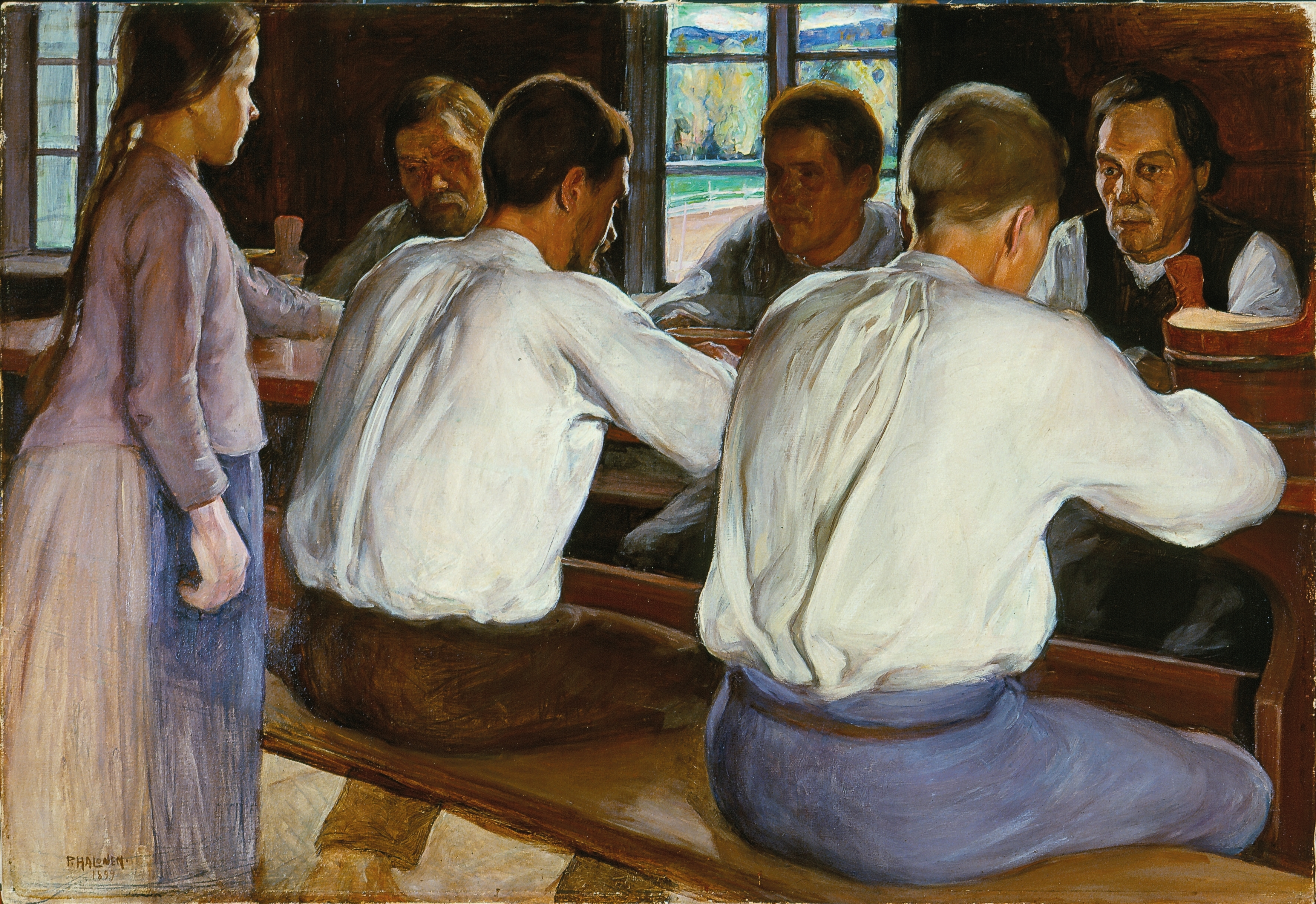
Худ. Пекка Халонен
За обідом (Ateria), 1899

Художній музей Дідріхсена (фін. Didrichsenin taidemuseo; швед. Didrichsens konst- och kulturmuseum) — художній музей на острові Куусісаарі в Гельсінкі.

## Історія
Спорудження будівлі музею проходило в два етапи (1957–1964), в результаті він був відкритий для публіки в 1965. Першим директором музею став Петер Дідріхсен.
Спочатку основу зібрання музею становило традиційне фінське мистецтво (Акселі Галлен-Каллела, Пекка Галонен, Ееро Ярнефельт), але пізніше музей став спеціалізуватися на творах модернізму (Пабло Пікассо, Карла-Геннінга Педерсена, Антоні Тапіеса) і нині володіє найвизначнішими зібраннями творів скульптора Генрі Мура. Пам'яті Марії-Луїзи Дідріхсен присвячена робота скульптора Ейли Гільтунен «Crescendo».
З квітня 2013 року до червня 2014 року музей був на капітальній реконструкції і знову відкрився для відвідувачів 12 червня в День Гельсінкі.
З 6 вересня 2014 року до 1 лютого 2015 року в музеї проходила унікальна виставка норвезького живописця Едварда Мунка, в зв'язку з чим організаторами були вжиті надзвичайно суворі як для Фінляндії заходи безпеки.
Восени 2020 року в музеї (вперше в історії виставкової діяльності у Фінляндії) відкриється виставка робіт Вінсента Ван Гога.